# Байлиев, Рахмангулы
Рахмангулы Базарович Байлиев (туркм. Rahmanguly Bazarowiç Baýlyýew; 18 ноября 1971) — советский и туркменский футболист, главный тренер футбольного клуба «Шагадам». Выступал за сборную Туркменистана.

## Биография
Начинал карьеру в низших лигах первенства СССР в туркменских клубах «Ахал» и «Мерв». После распада СССР играл в чемпионате Туркменистана за «Мерв» и «Копетдаг».
В 1996 году перешёл в «Нису», где сразу стал чемпионом страны. В «Нисе» играл до 2002 года, после чего продолжил карьеру в «Небитчи», где в последние годы был капитаном. Завершал карьеру игрока в Мерве, с которым в 2008 году выиграл Кубок Туркменистана. Был капитаном команды.
В 1994—2005 годах с большими перерывами выступал за сборную Туркменистана. Дебютный матч сыграл 13 апреля 1994 года на международном турнире в Ташкенте против сборной Кыргызстана. Затем провёл один матч в 1999 году, две игры — в 2000 году и свой последний матч в 2005 году. Всего сыграл 5 матчей.
В 2015—2018 годах работал главным тренером марыйского «Мерва». С 2021 года главный тренер Шагадама.

## Статистика
| Сезон   | Клуб     | Лига        | Чемпионат | Чемпионат |
| Сезон   | Клуб     | Лига        | Игры      | Голы      |
| ------- | -------- | ----------- | --------- | --------- |
| 1989    | Ахал-ЦОП | Вторая лига | 7         | 0         |
| 1990    | Мерв     | Вторая лига | 31        | 1         |
| 1991    | Мерв     | Вторая лига | 20        | 0         |
| 1991    | Ахал     | Вторая лига | 21        | 0         |
| 1992    | Мерв     | Высшая лига | ?         | ?         |
| 1993    | Мерв     | Высшая лига | ?         | ?         |
| 1994    | Копетдаг | Высшая лига | ?         | ?         |
| 1995    | Копетдаг | Высшая лига | ?         | ?         |
| 1996    | Ниса     | Высшая лига | ?         | ?         |
| 1997/98 | Ниса     | Высшая лига | ?         | ?         |
| 1998/99 | Ниса     | Высшая лига | ?         | ?         |
| 2000    | Ниса     | Высшая лига | ?         | ?         |
| 2001    | Ниса     | Высшая лига | ?         | ?         |
| 2002    | Ниса     | Высшая лига | ?         | 1         |
| 2003    | Небитчи  | Высшая лига | ?         | ?         |
| 2004    | Небитчи  | Высшая лига | ?         | ?         |
| 2005    | Небитчи  | Высшая лига | ?         | ?         |
| 2006    | Небитчи  | Высшая лига | ?         | ?         |
| 2007    | Мерв     | Высшая лига | ?         | ?         |
| 2008    | Мерв     | Высшая лига | ?         | ?         |

## Достижения
- Чемпион Туркменистана 1996, 1999
- Обладатель Кубка Туркменистана 1998, 2009
- Обладатель Суперкубка Туркменистана 2006[6]